# Elytroleptus grandis
Elytroleptus grandis är en skalbaggsart som beskrevs av Linsley 1935. Elytroleptus grandis ingår i släktet Elytroleptus och familjen långhorningar.
Artens utbredningsområde är Honduras. Inga underarter finns listade i Catalogue of Life.